# Kaitó Queen
Kaitó Queen (japonsky 怪盗クイーン, Kaitó kuín, česky „Fantom Queen“) je japonská fantasy dobrodružná románová série pro děti, kterou píše Kaoru Hajamine a ilustruje K2 Šókai. Vydávána je od roku 2002 nakladatelstvím Kódanša pod značkou Aoitori Bunko; dosud bylo vydáno 15 svazků. Filmová adaptace prvního svazku s názvem Kaitó Queen wa Circus ga osuki měla premiéru v létě 2022.

## Děj
Queen, záhadná osoba neznámého věku, pohlaví a národnosti, je úspěšný fantom, který dokáže ukořistit jakýkoli poklad. Spolu se svými přáteli Jokerem a RD cestuje po světě vzducholodí a pátrá po cennostech, které by mohl zprostit majitelů. Když se však rozhodnou ukrást legendární drahokam Linder Rose, předběhne je tajemný cirkusový soubor.

## Postavy
- Queen (クイーン, Kuín)

Dabing: Júga Jamato
- Joker (ジョーカー, Džóká)

Dabing: Kazuki Kató
- RD

Dabing: Júma Učida

## Média

### Knižní série
Série románů, kterou píše Kaoru Hajamine a ilustruje K2 Šókai, je vydávána od března 2002 nakladatelstvím Kódanša pod značkou Aoitori Bunko.

### Original video animation
Film Kaitó Queen wa Circus ga osuki (怪盗クイーンはサーカスがお好き, Kaitó kuín wa sákasu ga osuki, „Fantom Queen miluje cirkus“) ve formě OVA v produkci studia East Fish byl oznámen v červenci 2021. Režírovala ho Saori Den, scénář napsala Mariko Kunisawa, postavy navrhla Kumiko Kawašima a hudbu složila Moe Hjúga. Distribuován je společností Pony Canyon. Děj filmu vychází ze stejnojmenné první knihy. V japonských kinech byl uveden v létě 2022. Trailer byl zveřejněn 12. prosince 2021 na oficiálním youtubovém kanálu společnosti Pony Canyon.